# Heinrich August de la Motte Fouqué
Heinrich August de la Motte Fouqué (ur. 4 lutego 1698, zm. 3 maja 1774) – pruski generał.

## Życiorys
Urodził się w Hadze, w hugenockiej rodzinie pochodzenia normańskiego, która wyemigrowała z Francji po odwołaniu edyktu nantejskiego. Fouqué początkowo został paziem na dworze Leopolda von Anhalt-Dessau w 1706. Jako kadet brał udział w pruskiej kampanii na Pomorzu Przednim. W 1719 został porucznikiem, w 1723 sztabskapitanem, dowódcą kompanii 21 lutego 1729.
Fouqué zaprzyjaźnił się z następcą pruskiego tronu, późniejszym królem Fryderykiem II Wielkim. Fouqué był częstym gościem Fryderyka w Rheinsbergu.
Po sporze z Leopoldem Fouqué przeszedł na służbę duńską. Po objęciu tronu pruskiego przez Fryderyka w 1740, powrócił do służby pruskiej i został dowódcą nowo utworzonego 37. regimentu fizylierów. Odznaczono go też Orderem Orła Czarnego.
W czasie I wojny śląskiej (1742) Fouqué dowodził batalionem grenadierów, a następnie został gubernatorem Kłodzka. 13 maja 1743 roku został generałem-majorem i dowódcą 33. regimentu piechoty w rok później. Powierzono mu także pilnowanie Friedricha von der Trencka, osadzonego w kłodzkiej twierdzy, ale ten zbiegł z niej w roku 1746. 22 stycznia 1751 Fryderyk II Wielki awansował Fouqué na generała-porucznika.
W 1757, w czasie wojny siedmioletniej, Fouqué powiesił w Kłodzku katolickiego księdza Andreasa Faulhabera za podżeganie kłodzkiego garnizonu do dezercji. Fryderyk oddał pod komendę Fouqué 13 000 żołnierzy do obrony Śląska. W czerwcu 1760 został zmuszony do wycofania się pod naporem wojsk Ernesta Laudona. Wkrótce potem otrzymał od Fryderyka II Wielkiego kolejny awans, ale zaraz potem jego wojska zostały pokonane w bitwie pod Landeshut, a sam Fouqué nieomal zginął.
Ranny Fouqué trafił do austriackiej niewoli, z której zwolniono go w 1763, gdy wojna dobiegła końca. Zmuszony do poruszania się na wózku inwalidzkim i uważający się za odpowiedzialnego za klęskę pod Landeshut, Fouqué odmówił powrotu do twierdzy kłodzkiej i przeszedł na emeryturę, którą spędził w Brandenburgu an der Havel.